# Chef's Table
Chef's Table é uma websérie e série-documentário dos Estados Unidos exibido pelo Netflix, contando com 6 temporadas.
As localidades de gravação do programa não eram fixas sendo um destes locais, o interior americano, Patagônia, Itália, entre outros. Apresenta quatro diretores para cada um episódio.

## Ligações Externas
- Chef's Table. no IMDb.
- Chef's Table no AdoroCinema